# Saridżalu
Saridżalu – wieś w Iranie, w ostanie Azerbejdżan Zachodni, w szahrestanie Takab. W 2006 roku liczyła 141 mieszkańców.